# OJC Rosmalen (voetbal)
OJC Rosmalen is een amateurvoetbalvereniging uit Rosmalen, gemeente 's-Hertogenbosch, Noord-Brabant, Nederland.

## Algemeen
Van een eenvoudige dorpsclub groeide de Rosmalense voetbalvereniging in de loop der jaren uit naar een immense organisatie met een voetbalcomplex met 10 velden en ruim 2.300 leden en 400 vrijwilligers. In totaal komen wekelijks 14 senioren-teams, 30 juniorenteams, 37 pupillenteams, 13 mini's teams (4-, 5- en 6-jarigen), 29 zeventallen (35+), 1 veteranen team (55+), 3 vrouwenteams, 1 vrouwen zevental (30+), 14 meisjesteams en 2 G-teams in actie.
Het eerste voetbalterrein lag aan de Nieuwendijk, waar thans het gebouw staat van de basisscholen De Overlaet en De Borch. Vanaf 1960 werd er gevoetbald op Sportpark De Hoef, maar sinds 2005 is in De Groote Wielen een nieuw sportpark in gebruik genomen: Sportpark De Groote Wielen. De mascotte van OJC Rosmalen heeft een beeltenis van een haas en heet Jumpy.
In 2018 behaalde de jeugdopleiding van OJC Rosmalen de KNVB status van regionale jeugdopleiding. Zie: Deelnemers K&P – NMC Bright.

## Geschiedenis
'OJC' is ontstaan door een fusie in 1947 tussen de vereniging ODI (Ontspanning Door Inspanning, opgericht in 1910) uit Rosmalen en voetbalvereniging Juliana uit het naastgelegen Hintham, opgericht in 1917. De afkorting komt van:
- O - O.D.I.
- J - Juliana
- C - Combinatie
In 1947 zijn O.D.I. en Juliana met elkaar gefuseerd tot OJC. Notaris van de Mortel werd bereid gevonden het beschermheerschap op zich te nemen. De notaris accepteerde dit, met als voorwaarde, dat de vereniging in rood-zwart ging spelen, de kleuren van de familie Mortel-de la Court.
In 1992 is "Rosmalen" aan de naam toegevoegd om de herkenbaarheid te bevorderen en om de naam meer landelijke uitstraling te geven na het behalen van landelijke voetbalprestaties in de Amstel Cup voor Amateurs, die OJC in 1991 en 2000 won. Andere hoogtepunten voor OJC waren het bereiken van de Eerste klasse in 1994. Dit was voor het eerst in 27 jaar, dat OJC promoveerde naar de eerste klasse. Het promoveren naar de Hoofdklasse (zondag B) in 1998 en 2002 mogen ook als hoogtepunten beschouwd worden. In het seizoen 2002-2003 werd de hoogste eindklassering in deze klasse behaald (4e plaats). In 2004 degradeerde OJC uit de Hoofdklasse. In het seizoen 2005-2006 wist het eerste team andermaal promotie naar de Hoofdklasse af te dwingen, destijds nog het hoogste amateurniveau. Dit werd gedaan door SV Deurne met 4-3 te verslaan in de beslissende wedstrijd. In seizoen 2009-2010 eindigde OJC Rosmalen als tiende en wist geen promotie naar de Topklasse af te dwingen, het hoogste amateurniveau sinds seizoen 2010-2011. Tijdens seizoen 2013-2014 wist OJC Rosmalen uiteindelijk wél promotie naar de Topklasse veilig te stellen door kampioen te worden.
Jubilea
Bij de groots gevierde festiviteiten bij het 60- en 75-jarig bestaan verschenen steeds historische gedenkboeken, waarin de sportieve spiegelbeelden van de voetbalwereld van OJC uitvoerig in woord en beeld werden gebracht.
In 2010 bestond OJC Rosmalen 100 jaar. Er werd een uitgebreid feestprogramma opgezet met hoogtepunten in september 2009, januari 2010 en juni 2010. Ook werd een boek uitgegeven met de titel "Es ge wilt voetballen..." met als ondertitel 100 jaar voetbal in Rosmalen.

## Standaardelftal
Het standaardelftal in de zondagafdeling speelde in het seizoen 2022/23 in de Derde divisie.

### Erelijst
kampioen Hoofdklasse: 2014
kampioen Eerste klasse: 1998, 2002
kampioen Tweede klasse: 2003
kampioen Derde klasse: 1967
kampioen Vierde klasse: 1960
winnaar Districtsbeker Zuid I: 1991, 2000
Promoties
1974: via nacompetitie van de Derde klasse (III) naar de Tweede klasse (III) (competitiehervorming)
2006: via nacompetitie van de Eerste klasse (II) naar de Hoofdklasse (I)
2022: via nacompetitie van de Hoofdklasse (III) naar de Derde divisie (II)

### Competitieresultaten 1948–heden
| 4 3B |

| 3 3B |

| 2 3B |

| 8 3B |

| 11 3B |

| 10 3B |

| 12 3B |

| 2 4D |

| 4 4B |

| 2 4B |

|  |

| 2 4B |

| 1 4B |

| 2 3B |

| 10 3B |

| 2 3B |

| 3 3B |

| 8 3B |

| 2 3B |

| 1 3B |

| 5 2A |

| 4 2A |

| 8 2A |

| 13 2A |

| 6 3B |

| 6 3B |

| 2 3B |

| 4 2A |

| 7 2A |

| 9 2A |

| 10 2A |

| 3 2A |

| 4 2A |

| 10 2A |

| 3 2A |

| 5 2A |

| 9 2A |

| 5 2A |

| 9 2A |

| 5 2A |

| 4 2B |

| 6 2A |

| 7 2A |

| 5 2A |

| 6 2B |

| 3 2A |

| 1 2A |

| 8 1E |

| 7 1E |

| 4 1C |

| 1 1C |

| 5 B |

| 5 B |

| 14 B |

| 1 1C |

| 4 B |

| 12 B |

| 3 1C |

| 2 1C |

| 8 B |

| 11 B |

| 12 B |

| 10 B |

| 7 B |

| 5 B |

| 7 C |

| 1 B |

| 9 |

| 14 |

| 12 |

| 11 |

| 16 |

| 7* B |

| -- B |

| 2 B |

| 5 |

| 13 |

| 15 |

| Derde divisie Topklasse | Hoofdklasse | Eerste klasse | Tweede klasse | Derde klasse | Vierde klasse |

### OJC Rosmalen in de KNVB Beker
Dit schema laat de resultaten zien van OJC Rosmalen tegen profclubs in de KNVB Beker.
| Seizoen | Ronde    | Wedstrijd                       | Uitslag  |
| ------- | -------- | ------------------------------- | -------- |
| 1991/92 | 2e ronde | SBV Excelsior - OJC Rosmalen    | 4-1      |
| 1999/00 | Groep 1  | OJC Rosmalen - Fortuna Sittard  | 1-6      |
| 1999/00 | Groep 1  | SBV Eindhoven - OJC Rosmalen    | 4-2      |
| 2000/01 | Groep 9  | OJC Rosmalen - FC Den Bosch     | 0-3      |
| 2003/04 | 1e ronde | OJC Rosmalen - VVV Venlo        | 1-6      |
| 2005/06 | 1e ronde | OJC Rosmalen - VVV Venlo        | 0-6      |
| 2015/16 | 2e ronde | OJC Rosmalen - Sparta Rotterdam | 3-4 n.v. |
| 2018/19 | 1e ronde | OJC Rosmalen - ADO Den Haag     | 0-6      |
| 2023/24 | 1e ronde | OJC Rosmalen - Almere City FC   | 1-8      |

## ODI

### Competitieresultaten 1941–1947
| 3 3H |

| 4 3H |

| 2 3H |

| 2 3H |

|  |

| 5 3D |

| 9 3B |

| Derde klasse |

## Juliana Hintham

### Competitieresultaten 1942–1947
| 2 4L |

| 5 4K |

| 5 4K |

|  |

| 5 4C |

| 8 4B |

| Vierde klasse |

In elke staaf van de grafiek staat van boven naar beneden vermeld: 
- Eindnotering

Dit is de positie die de club heeft bereikt in de competitie, zonder eventuele beslissings-, play-off- of nacompetitiewedstrijden die nodig zijn geweest om bijvoorbeeld de kampioen van de competitie te bepalen.
Indien een * achter het getal staat is de notering een tussenstand en kan het zijn dat de notering niet overeenkomt met de uiteindelijke eindstand van de competitie.
Staat er een - dan is het seizoen nog bezig en is er geen definitieve uitslag bekend.
Staat er xx op de positie van de notering, dan heeft de club vroegtijdig de competitie verlaten. Dit kan onder andere komen door terugtrekking van het team, faillissement van de club of door een uitgedeelde straf van de KNVB. In veel gevallen staat elders in het artikel de reden vermeld.
Staat er een ? dan is het resultaat uit het verleden onbekend, en is alleen de competitie of het niveau bekend van dat seizoen.
In de seizoenen 2019/20 en 2020/21 werd wegens de coronacrisis het amateurvoetbal afgebroken. Daardoor kennen deze staven geen eindklassering (middels -- weergegeven).
- Competitieniveau en afdelingsletter of Officiële eindstand Eredivisie
  - Competitieniveau en afdelingsletter

Hierbij geeft het getal het niveau weer, dat ook terug te vinden is in de legenda. De letter is de afdelingsaanduiding en wordt gebruikt wanneer er meer afdelingen zijn op hetzelfde niveau. De afdelingsletter is altijd een hoofdletter en wordt meestal zonder nummer gebruikt.
Voorbeeld: 2F is niveau 2e klasse competitie F.
Het competitieniveau en nummer wordt niet vermeld wanneer er slechts één competitie van dit niveau was.
  - Officiële eindstand Eredivisie (getal staat tussen haakjes vermeld)

Sinds de introductie van play-offwedstrijden voor Europees voetbal na afloop van de reguliere competitie in 2005/06, is de KNVB verplicht een eindstand van de Eredivisie door te geven aan de UEFA aan de hand van deze play-offwedstrijden.
Bij deze eindstand staan clubs die zich hebben gekwalificeerd voor Europees voetbal hoger dan clubs die zich niet wisten te kwalificeren. Indien er geen verschil was tussen de eindnotering en de officiële eindstand, staat dit getal niet vermeld.

- Onderafdeling

Hier staat afgekort de naam van de onderafdeling indien de club in dat jaar in een onderafdeling uitkwam. Tevens staat deze afkorting in de legenda en wordt gelinkt naar het artikel over deze onderafdeling. Deze afkorting wordt alleen vermeld wanneer de club in het verleden in verschillende onderafdelingen heeft gespeeld. Deze vermelding is in de staaf altijd in kleine letters. Deze onderafdelingen zijn na het seizoen 1995/96 afgeschaft. Heeft de club in slechts één onderafdeling gespeeld, dan is dit alleen terug te vinden in de legenda.
Onder de staaf staat het jaartal vermeld waarin het seizoen is afgesloten. 15 verwijst naar het seizoen 2014/15 of eventueel het seizoen 1914/15.
Wanneer een staaf leeg is, zijn deze gegevens niet bekend. Het kan ook zijn dat de club dat seizoen niet heeft meegespeeld op het hogere amateurniveau, vroegtijdig de competitie heeft verlaten of uit de competitie is gezet.

In het seizoen 1944/45 was er wegens de Tweede Wereldoorlog geen regulier competitievoetbal.

## Bekende (oud-)spelers
- Yassine Abdellaoui
- Furkan Alakmak
- Jeremy Antonisse
- Tom Beissel
- Marcel Brands
- Bas Gösgens
- Wilburt Need
- Peter van Ooijen
- Pieter Schrassert Bert
- Randy Thenu
- Roberto Verhagen

## Trivia
- In het seizoen 2007-/08 speelde OJC Rosmalen 16 keer gelijk in de Zondag Hoofdklasse B. Dit is een record.
- In seizoen 2008/09 leek OJC Rosmalen gedegradeerd uit de Hoofdklasse, maar door zes punten aftrek voor SV Deurne voor het opstellen van een niet-gerechtigde speler kon de club zich via de nacompetitie veilig spelen.
- In seizoen 2012-/13 speelde OJC Rosmalen in zondag Hoofdklasse C, met verre uitwedstrijden tegen clubs uit de regio's Noord en Oost.
- In het debuutjaar 2014/15 stond OJC Rosmalen na 5 wedstrijden met zes punten voorsprong ongeslagen bovenaan in de topklasse. Uiteindelijk eindigden ze als negende.